# Нервы на пределе
«Нервы на пределе» — независимая кинокомедия, кинокомпании Film Brigade 1992 года. Продюсерами фильма выступили Владимир Хорунжий и Сергей Жолобецкий.

## Сюжет
Герой фильма Тэйн Ферроуз — уставший от жизни детский писатель, который пытается работать над своей книгой на дому. Тэйна отвлекают многочисленные мелкие происшествия и собственные размышления о жизни, его поджимают сроки сдачи книги, и вообще всё ужасно раздражает. После многочисленных монологов (бо́льшая часть из которых наговаривается Тэйном в камеру в духе телевизионных шоу) он частенько добавляет «Чтоб я умер» или «Я лучше умру».
На протяжении фильма Тэйн получает загадочные напоминания о том, что с ним должно что-то произойти в 8 часов вечера. Ломая голову над природой этих посланий (которые он получает в виде бумажной карточки, телефонных звонков и просто видений), Тэйн ещё более раздражается.
В 8 часов вечера за ним прибывает шофёр на лимузине, который оказывается Смертью, решившей забрать Тэйна за то, что тот так часто желает себе смерти.

## В ролях
- Стив Одекерк — Тэйн Фарроуз
- Томас Ф. Уилсон — Эл Долби
- Дениз Кросби — Мелани
- Фред Уиллард — страховой агент
- Джени Лэйн — Том
- Кирстен Данст — девочка, вымышленная дочь Тэйна
- Эд Уильямс[англ.] — босс Тэйна
- Айви Остин[англ.] — участник конкурса
- Пол Райан — участник шоу
- Джим Керри — Смерть (в титрах не указан)